# Vincenza Garelli della Morea
Vincenza Garelli della Morea (Valeggio, 1859 – Roma, 1924) è stata una compositrice e pianista italiana, nota anche con lo pseudonimo di Centa della Morea.

## Biografia
Vincenza della Morea nacque a Valeggio, in provincia di Pavia, nel 1859. Ha compiuto gli studi a Torino con i compositori Carlo Pedrotti e Giovanni Bolzoni, e successivamente con Giovanni Sgambati. Ha sposato il Conte di Cardenas e ha vissuto per molto tempo a Milano. Nel 1888 si è trasferita a Roma.

## Le Opere
Della Morea musicò diverse opere, commedie, sonate e lavori orchestrali. Alcune delle sue opere più importanti sono:
- Incantesimo - Roma, 1915.
- Il viaggio dei Perrichon - Roma, 1916.
- Le nozze di Leporello - Roma, 1924.
- La figlia dell'arciere - Milano.
- Idillio pastorale - Roma.
- La ballata d'Arlecchino - Roma.